# Planulina
Planulina es un género de foraminífero bentónico de la familia Planulinidae, de la superfamilia Planorbulinoidea, del suborden Rotaliina y del orden Rotaliida. Su especie tipo es Planulina ariminensis. Su rango cronoestratigráfico abarca desde el Eoceno superior hasta la Actualidad.

## Clasificación
Se han descrito numerosas especies de Planulina. Entre las especies más interesantes o más conocidas destacan:
- Planulina ariminensis
- Planulina costata
- Planulina crassa

Un listado completo de las especies descritas en el género Planulina puede verse en el siguiente anexo.